# ドゥホフシチーナ
座標: 北緯55度12分 東経32度25分 / 北緯55.200度 東経32.417度

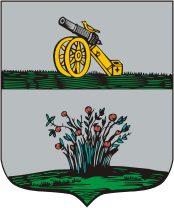
ドゥホフシチーナの紋章

ドゥホフシチーナ（ドゥホフシナ、ロシア語: Духовщи́на, Dukhovshchina）は、ロシアのスモレンスク州にある町。人口は3,990人（2021年）。州都スモレンスクから北東へ57キロメートル。スモレンスク高地の西部、ドニエプル川の支流ヴォスティツァ川沿いにある。ドゥホフシチーナ地区の行政中心地。

## 歴史
ドゥホフシチーナは13世紀頃から14世紀初頭頃に建てられたとみられるドゥホフ修道院（聖神修道院）の周囲に建った集落がもとであり、15世紀にはスロボダ・ドゥホフスカヤという市場町になっていた。1777年に市の地位を得た。
1812年にはナポレオンのロシア侵攻で炎上している。また第二次世界大戦（独ソ戦）では、1941年7月15日にドイツ国防軍に占領されたが、第二次スモレンスクの戦いの最中の1943年9月19日、ドゥホフシチーナ－デミドフ攻略作戦を進める赤軍カリーニン戦線により奪還された。この戦いで市街地は完全に破壊されている。

## 文化と産業
1995年、町の名にちなんで、新たに聖神聖堂（Церковь Святого Духа）が建てられている。また市内には歴史博物館などもある。
周囲の村にも古い聖堂が多い。ヴァシノの村には1814年に建てられた生神女福音大聖堂が、ヴェリストの村には1828年に建てられた生神女誕生大聖堂が、サグシニエの村には1785年建立の生神女就寝大聖堂が建つ。
ドゥホフシチーナの町には食品工業や製材業の工場がある。また北方にはOGK-4社が運転するスモレンスク発電所（Smolenskaya GRES）がある。